# Didier Desmit

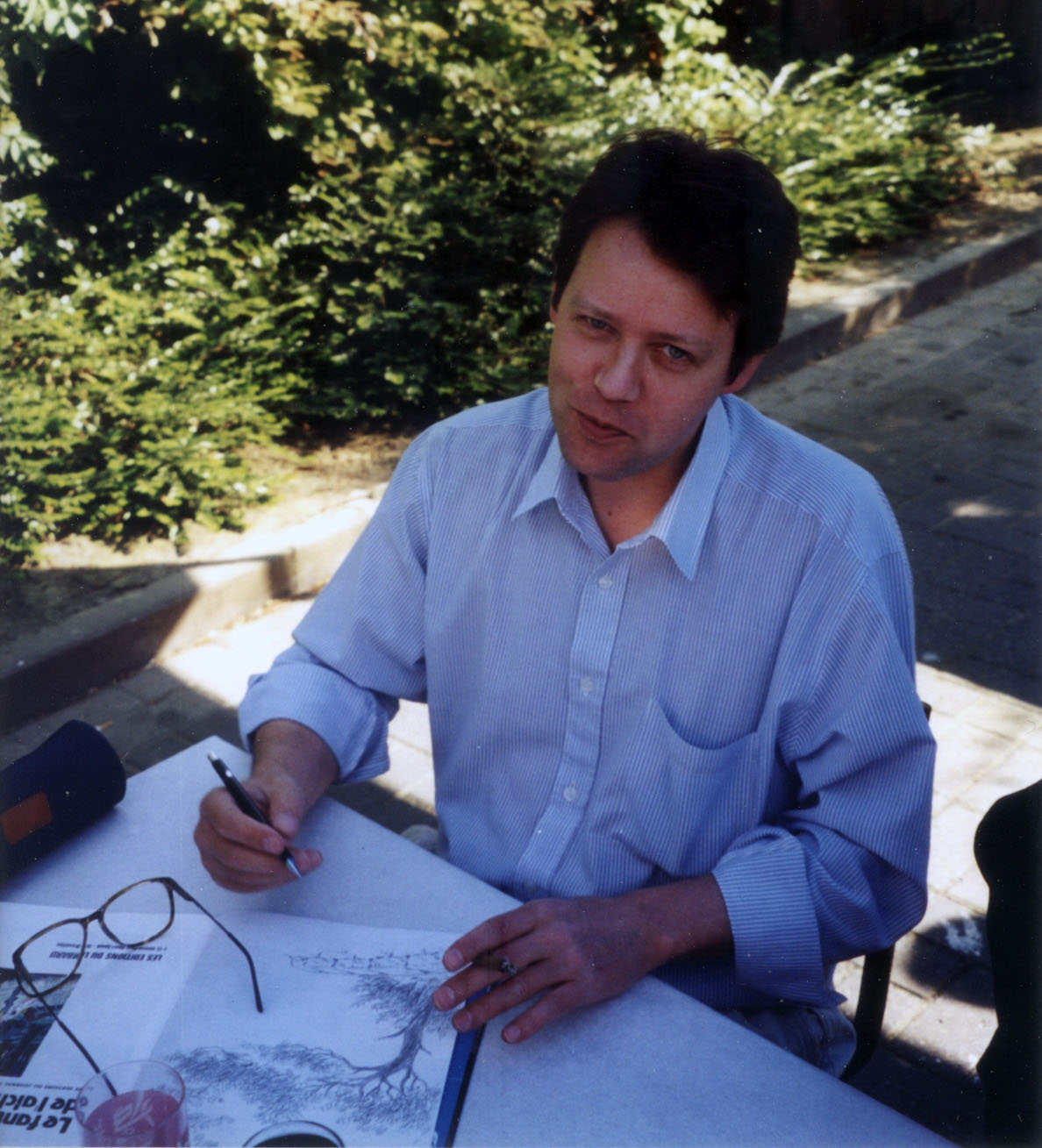
Didier Desmit, 1998

Didier Desmit (* 17. August 1950) ist ein belgischer Comiczeichner.

## Werdegang
Die Karriere als Hintergrundzeichner begann Didier Desmit als Assistent von Christian Denayer in Rolf Thomsen, Yalek und Die Draufgänger. Tibet griff in Rick Master, Der Club der Furchtlosen und Chick Bill ebenfalls auf ihn zurück. Seine Mitarbeit war auch in Frank Lincoln von Marc Bourgne und L. Frank von Francis Carin gefragt. Mit André-Paul Duchâteau entstanden zwei Alben.

## Werke
- 1991: Les enquêtes du chat-tigre
- 1994: Monsieur Wens